# Seinfeld (säsong 1)
Säsong 1 av Seinfeld, en amerikansk TV-serie skapad av Jerry Seinfeld och Larry David, började sändas den 5 juli 1989 på NBC. Serien var tänkt att från början heta The Seinfeld Chronicles, men titeln kortades ner till enbart Seinfeld i syfte att undvika sammanblandning med en annan sitcom som gick under namnet The Marshall Chronicles. Säsongsfinalen sändes den 21 juni 1990.
DVD-boxen Säsong 1 & 2 släpptes av Sony Pictures Home Entertainment i USA och Kanada den 23 november 2004, tretton år efter det att säsongen sänts på TV. Utöver avsnitten från de båda säsongerna, kom DVD-boxen med bonusmaterial, däribland bortklippta scener, animationer, exklusivt stand-up-material, samt kommentatorsspår. Med endast fyra avsnitt efter pilotavsnittet, är första säsongen av Seinfeld en av de minsta sitcombeställningarna i TV-historien.

## Avsnittsguide
| Nr i serien | Nr i säsongen | Titel                     | Regissör     | Manus                        | Originalvisning | Tittarsiffror (miljoner) |
| --- | ------------- | ------------------------- | ------------ | ---------------------------- | --------------- | ------------------------ |
| 1 | 1             | "The Seinfeld Chronicles" | Art Wolff    | Larry David & Jerry Seinfeld | 5 juli 1989     | 15.4                     |
| George och Jerry avhandlar betydelsen av andra skjortknappen uppifrån. Jerry får dambesök från Michigan och försöker läsa signalerna; vän eller flickvän. Kramer dyker upp, under namnet "Kessler", och med en knackning på dörren innan sin entré. |               |                           |              |                              |                 |                          |
| 2 | 2             | "The Stake Out"           | Tom Cherones | Larry David & Jerry Seinfeld | 31 maj 1990     | 22.5                     |
| Elaine dyker upp för första gången. Jerry träffar en tjej på fest han är bjuden på via Elaine. Han vet var hon jobbar men har inget namn eller telefonnummer. För att träffa henne igen bevakar han lobbyn i byggnaden där hon arbetar. Pseudonymen Art Vandalay dyker upp för första gången och George kallar sig arkitekt. Även Jerrys föräldrar presenteras. |               |                           |              |                              |                 |                          |
| 3 | 3             | "The Robbery"             | Tom Cherones | Matt Goldman                 | 7 juni 1990     | 19.7                     |
| Jerry åker på miniturné. Medan han är borta lånar Elaine lägenheten och det blir inbrott. Fastighetsmäklaren George ordnar visning på en ny lägenhet. Plötsligt är båda intresserade av lägenheten. Ingen tar den. Istället tipsar de en av servitriserna på kaféet Monk's.                                                                                     |               |                           |              |                              |                 |                          |
| 4 | 4             | "Male Unbonding"          | Tom Cherones | Larry David & Jerry Seinfeld | 14 juni 1990    | 19.1                     |
| Jerry vill säga upp bekantskapen med en barndomskamrat, Joel Horneck. Han får problem eftersom han inte vet hur man gör slut med en kompis. Uppgiften blir honom övermäktig. |               |                           |              |                              |                 |                          |
| 5 | 5             | "The Stock Tip"           | Tom Cherones | Larry David & Jerry Seinfeld | 21 juni 1990    | 19.4                     |
| Stålmannens humor avhandlas. Jerry köper aktier i ett företag på inrådan av George. Aktien rasar, Jerry säljer och tar med sig sin nuvarande flickvän Vanessa på en weekendresa till Vermont. Det floppar och aktien stiger. George blir den store aktievinnaren.                                                                                               |               |                           |              |                              |                 |                          |